# Шпиталь боніфратрів
Костел святого Лаврентія, монастир і шпиталь боніфратрів — комплекс сакральних споруд у Львові, на вулиці Личаківській. Нині використовуються як шпиталь військових. 
Першому храмові на цьому місці передувала маленька ікона святого Лаврентія на дубі, що ріс тут. Розміщена там з ініціативи одного місцевого землероба, із часом стала об'єктом поклоніння. Рішенням магістрату на цьому місці збудовано дерев'яну капличку, а 1536 року на її місці зведено перший мурований храм на честь святих Лаврентія і Стефана. 1659 року Ян III Собеський вирішив заснувати у Львові монастир і шпиталь боніфратрів, для чого спровадив із Кракова перших двох ченців цього ордену. На прохання Собеського магістрат віддав боніфратрам костел із його доходами та ґрунтами. 1682 року перпендикулярно до костелу прибудовано невеликий монастирський будинок. Незабаром на гроші Собеського розпочато будівництво нового костелу і монастиря за проектом Шарля Бенуа та Адольфа Бойя. У 1690-х роках ймовірно за рішенням смого Собеського було вирішено перетворити на шпиталь зокрема і сам костел, внутрішній об'єм якого було поділено на 2 поверхи. Високу вежу, що примикала до будівлі, було розібрано до рівня будинку. Навколо монастиря та костелу влаштовано цвинтар. У середині XVIII ст. опікунами костелу були цехи гончарів і поворозників. 30 червня 1783 року австрійський цісар розпорядився скасувати монастир і передати шпиталь військовим. При цьому жодних перебудов не було здійснено. 1840 року розбудовано шпитальний корпус вздовж вул. Личаківської. 1890 року добудовано третій поверх. 1897 року поруч збудовано склад обладнання польових шпиталів. Призначення споруд не змінювалось за жодних політичних режимів аж до 1970-х років, коли було збудовано нові корпуси шпиталю, а старі монастирські перетворено на склади та господарські приміщення.